# Melbourne United
O Melbourne United é uma uma equipe profissional de basquetebol masculino australiano que disputa a National Basketball League (NBL). Foi fundado em 1984 como uma extensão da Melbourne Basketball Association (MBA), cessando o vínculo em 2002. Sagrou-se campeão da NBA em 1993, 1997, 2006, 2008, 2018. Atualmente mandam seus jogos na Melbourne Arena com capacidade para 10.500 espectadores.

## Histórico de Temporadas
| Temporada | Nível | Liga | Pos. | J     | PL  | Resultado     |
| --------- | ----- | ---- | ---- | ----- | --- | ------------- |
| 2005-06   | 1     | NBL  | 2    | 25-7  |     | Campeão       |
| 2006-07   | 1     | NBL  | 2    | 11-22 |     | Finalista     |
| 2007-08   | 1     | NBL  | 2    | 9-21  |     | Campeão       |
| 2008-09   | 1     | NBL  | 2    | 20-10 | 4-3 | Finalista     |
| 2009-10   | 1     | NBL  | 7    | 11-17 |     |               |
| 2010-11   | 1     | NBL  | 7    | 10-18 |     |               |
| 2011-12   | 1     | NBL  | 6    | 11-17 |     |               |
| 2012-13   | 1     | NBL  | 5    | 12-16 |     |               |
| 2013-14   | 1     | NBL  | 3    | 15-13 | 1-2 | Semifinais    |
| 2014-15   | 1     | NBL  | 5    | 13-15 |     |               |
| 2015-16   | 1     | NBL  | 1    | 18-10 | 0-2 | Semifinalista |
| 2016-17   | 1     | NBL  | 6    | 13-15 |     |               |
| 2017-18   | 1     | NBL  | 1    | 20-8  | 5-2 | Campeão       |

fonte:australiabasket.com

### Títulos

#### NBL
Campeão (5):1993, 1997, 2006, 2008, 2018
Finalista (4): 1992, 1996, 2007, 2009

## Ligações Externas
- Melbourne United no Facebook
- Melbourne United no X
- Melbourne United no Instagram
- Melbourne United no australiabasket.com
- Melbourne United no nbl.com.au